# Operațiunea Cobra

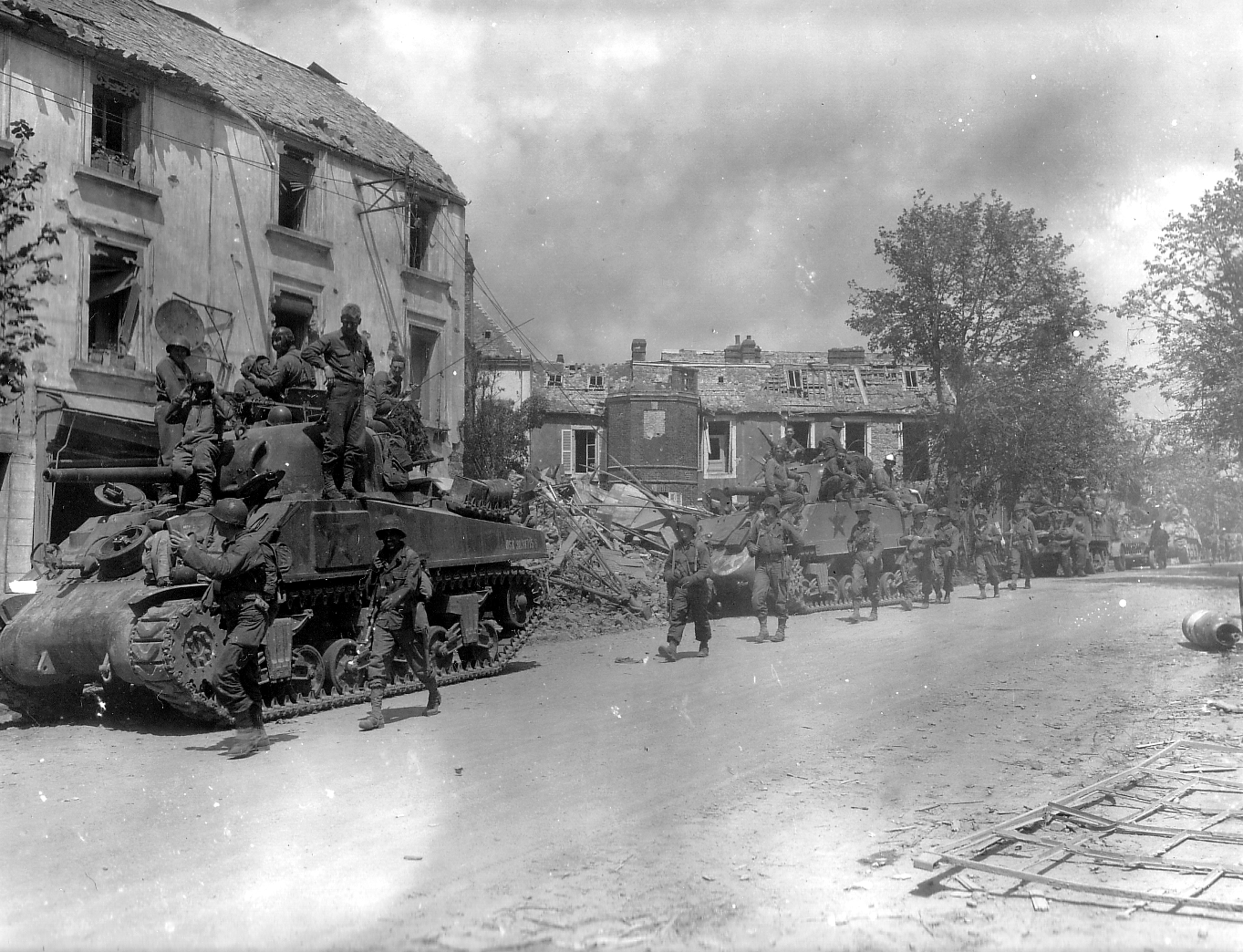
Tancurile Sherman M4 şi M4A3 şi infanteria celui de-al patrulea regiment blindat al Armatei S.U.A. în oraşul Coutances

Operațiunea Cobra a fost numele de cod pentru ofensiva lansată de către Armata I americană la opt săptămâni după Debarcarea din Normandia, în timpul Campaniei din Normandia din al Doilea Război Mondial. Inițiată de general–locotenentul american Omar Bradley cu scopul de a profita de faptul că atenția germanilor era îndreptată spre activitatea trupelor britanice și canadiene din jurul orașului Caen, și cel de a străpunge defensiva germană în timp ce forțele inamice erau neatente și dezechilibrate. Odată ce a fost creat un coridor, Armata I a putut avansa în Bretania determinând retragerea armatei germane și eliberându-se de constrângerile impuse prin operarea pe teritoriul Normandiei ocupate de naziști. După un debut lent, ofensiva s-a mobilizat iar rezistența germană a cedat și o parte din soldați s-au refugiat spre Sena. Lipsiți de resursele necesare pentru a face față situației, răspunsul germanilor a fost ineficient și întregul front din Normandia s-a prăbușit în scurt timp. Operațiunea Cobra, împreună cu ofensivele corespunzătoare derulate de armatele a II-a britanică și I canadiană, a fost decisivă în asigurarea unei victorii a aliaților în campania din Normandia.
Fiind amânată de mai multe ori din cauza condițiilor meteorologice nefavorabile, Operațiunea Cobra a început pe 25 iulie cu un puternic bombardament aerian, lansat de mii de aeronave ale aliaților. Ofensivele susținute au atras cea mai mare parte a rezervelor germane de blindate înspre sectorul britanic și canadian. Favorizați de lipsa generală a resurselor umane și materiale, germanilor le-a fost imposibil să formeze linii succesive de apărare. Unitățile corpului VII au condus aslatul inițial al diviziei a doua, în timp ce alte corpuri ale Armatei I au susținut atacuri pentru a ține pe loc unitățile germane. În prima zi progresul a fost lent, dar opoziția a început să șovăie, atunci când zidul defensiv a fost spart. Până la 27 iulie rezistența a fost depășită, iar corpurile VII și VIII avansau rapid izolând Peninsula Cotentin.
Până la 31 iulie, corpul al XIX-lea a distrus ultimele forțe care se opuneau Armatei I, și trupele lui Bradley au câștigat în cele din urmă. Întăririle au fost mutate spre vest de către mareșalul Günther von Kluge și implicate în diferite contraatacuri, cel mai de anvengură dintre acestea (numele de cod Operațiunea Lüttich) fiind lansat pe 7 august între Mortain și Avranches. Deși acest lucru a dus la cea mai sângeroasă etapă a luptei, a fost susținută de unitățile deja extenuate și epuizate, nu a avut alt efect decât  diminuarea forțelor lui von Kluge. La 8 august trupele noii armate a Statelor Unite: Armata III, au capturat orașul Mans, fostul sediu al Armatei VII germane. Operațiunea Cobra a transformat lupta de înaltă intensitate a infanteriei din Normandia într-o strategie de manevră rapidă care a dus la înaintarea din Falaise și la pierderea poziției germane din nord-vestul Franței.

## Contextul
După succesul obținut de aliați invaziei din Normandia, în 6 iunie 1944, înaintarea a fost încetinită pentru a facilita regruparea aliaților în Franța și pentru a înlezni o expansiune viitoare, portul din Cherbourg, de pe flancul vestic  al sectorului american,și orașul istoric Caen, din sectorul britanic și canadian din est, au reprezentat principalele obiective. Planul original al companiei din Normandia prevedea eforturi puternice ale ofensivei în ambele sectoare, în cadrul cărora general-locotenentul Miles Dempsey, din Armata II britanică, ar fi apărat Caenul și partea sudică a lui, iar general–locotenentul Omar Bradley, din Armata I a Statelor Unite, s-ar fi îndreptat către Loara.
Generalul Bernard Montgomery, comandantul tuturor trupelor terestre aliate din nord, intenționa ca orașul Caen să fie conceput în ziua D (D-Day), în timp ce Cherbourgul urma să fie cucerit cincisprezece zile mai târziu. Armata II urma să asedieze Caenul și apoi să formeze un front în partea sud-estică, avansând până la Caumont-l’Evente, pentru a cucerii teritorii și a proteja flancul stâng al Armatei I, în timp ce aceasta se deplasa spre Cherbourg. Cucerirea Caenului și a împrejurărilor lui - dezinabilă din cauza terenului deschis care ar fi permis tactici de manevră – ar fi permis Armatei a II-a înaintarea spre sud pentru a cuceri Falaise, care ar fi putut fi folosit ca punct de plecare pentru a avansa spreArgentan și apoi spre Touques River. Cucerirea Caenului a fost descrisă de către istoricul L.F.Ellis, ca fiind cel mai important obiectiv cu care a fost însărcinat corpul I al general–locotenetului Crockers I Corps. Totuși atât Ellis cât și Chester Wilmot au caracterizat planul aliaților ca “ambițios”; regiunea Caen avea cea mai importantă defensivă din Normandia.

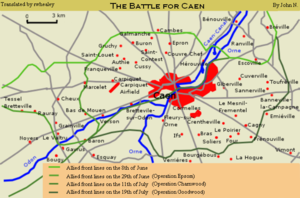
Ofensivele Anglo-Canadiene în zona Caen după Debarcarea din Normandia, din 6 iunie până în 20 iulie 1944

Tentativa inițială a corpului I de a ajunge în oraș în ziua D (D-Day) a fost blocată de elemente ale Diviziei  21 Panzer și din cauza faptului că majoritatea forțelor germane au fost trimise să preîntâmpine invazia frontului anglo–canadian, care a fost oprit pe loc. Operațiunea Perch din săptămâna care a urmat zilei-D și Operațiunea Epsom (26-30 iunie) au câștigat câteva teritorii dar Caenul a rămas în mâinile germanilor până la Operațiunea Charnwood (7-9 iulie), când Armata a II-a a reușit să ocupe partea de nord a orașului, până la râul Orne într-un asalt frontal.
Ofensivele succesive anglo-canadiene în jurul Caenului, au atras cele mai bune forțe germane în Normandia, inclusiv marea majoritate a tehnicii disponiblile înspre partea estică a întăriri aliaților. Chiar și așa Armata I a Statelor Unite a depus eforturi puternice pentru a câștiga bătăliile împotriva rezistenței germane. În mare parte, operațiunile s-au derulat încet din cauza împedimentelor teritoriului german cu garduri dense, buncăre și păduri, pentru care unitățile Statelor Unite nu fuseseră antrenate. Mai mult din lipsa facilităților unui front care să fie ocupat de aliați, toate întăririle și proviziile trebuiau preluate de pe plaje și erau la mila apei. Pe 19 iunie, o furtună puternică s-a abătut asupra Canalul Mânecii, durând trei zile și cauzând întârzieri semnificative ale regrupării aliaților și amânarea unor operațiuni planificate. Încercarea Armatei I de a înainta în sectorul de vest, a fost în cele din urmă oprită de Bradley înainte de orașul Saint-Lô, cu scopul de a da proritate operațiunilor direcționate la capturarea Cherbourgului. Forțele care apărau Cherbourgul nu au fost pregătite suficient, fiind patru unități de luptă formate din resturi ale unor unități care se retreseseră până în Peninsula Cotentin. Defensiva portului era pregătită în principal să facă față unui atac venit dinspre mare, totuși rezistența germană organizată a cedat numai pe 27 iunie, când noua Infanterie americană a reușit să reducă defensiva de la Cap-de-la-Hague la nord-vestul orașului. În decurs de patru zile Corpul VII condus de generelal-maior J. Lawton “Lightining Joe”Collins a reluat ofensiva împotriva orașului Saint-Lô alături de Corpul al XIX-lea și Corpul al VIII-lea, determinând germanii să aducă tehnică suplimentară în sectorul Statelor Unite.

## Planificarea
Conform autobiografului oficial al lui Montgomerz, bazele Operțiunii Cobra s-au pus în data de 13 iunie. Planificarea operațiunii a fost susținută în mod deosebit de important de informațiile obținute în urma decodificării mesajelor transmise între statul major german și generalii lui Hitler. Planul lui Montgomery la momentul respectiv avea nevoie ca Armata I condusă de Bradley să cucerească Saint-Lô și Coutances, iar apoi să avanseze înspre sud din doua direcții; una dinspre Caumont înspre Vire și Mortain, cealaltă dinspre Saint-Lô înspre Villedieu și Avranches, cu toate că dispozițiile erau ca presiunea să fie păstrată de-a lungul Peninsulei Cotentin înspre La Haze-du-Puits și Valognes, capturarea Cherbourg-ului  de către Corpul VII condus de Collins în data de 27 iunie, graficul inițial a lui Montgomery era depășit, astfel că atacul dinspre Caumont nu a mai avut loc.

Ca urmare a concluzionării Operațiunii Charnwood și a contramandării ofensivei asupra orașelului Saint-Lô, Montgomerys-a întâlnit cu Bradley și Dempsey în data de 10 iulie pentru a discuta următoarea mișcare a Grupului de Armată 21. În timpul discuțiilor Bradley a recunoscut că progresarea pe flancul de vest era greoaie. Însă Bradley lucra asupra unui plan care să creeze o breșă, plan ce avea numele de cod „Operațiunea Cobra” și care să fie pus în aplicare de Armata I în data de 18 iulie. I-a prezentat ideile sale lui Montgomery, care le-a aprobat, iar directiva apărută în urma întâlnirii dădea de înțeles într-un mod cert că strategia generală pentru urmatoarele zile era ca atenția inamicului să fie distrasă de la Armata I asupra sectorului canadiano-britanic. Dempsey a fost instruit să aleagă cât mai multe din efectivele germane asupra sa, în special unitățile de blindare, astfel încât calea pentru forțele lui Bradley să fie cât mai ușoară. Pentru a rezolva acest lucru a fost planificată „Operațiunea Goodwood”, iar Eisenhower a asigurat că ambele operațiuni vor beneficia de sprijinul și suportul Forțelor Aeriene Aliate, în forță prin intermediul bombardierelor strategice puse la dispoziție.

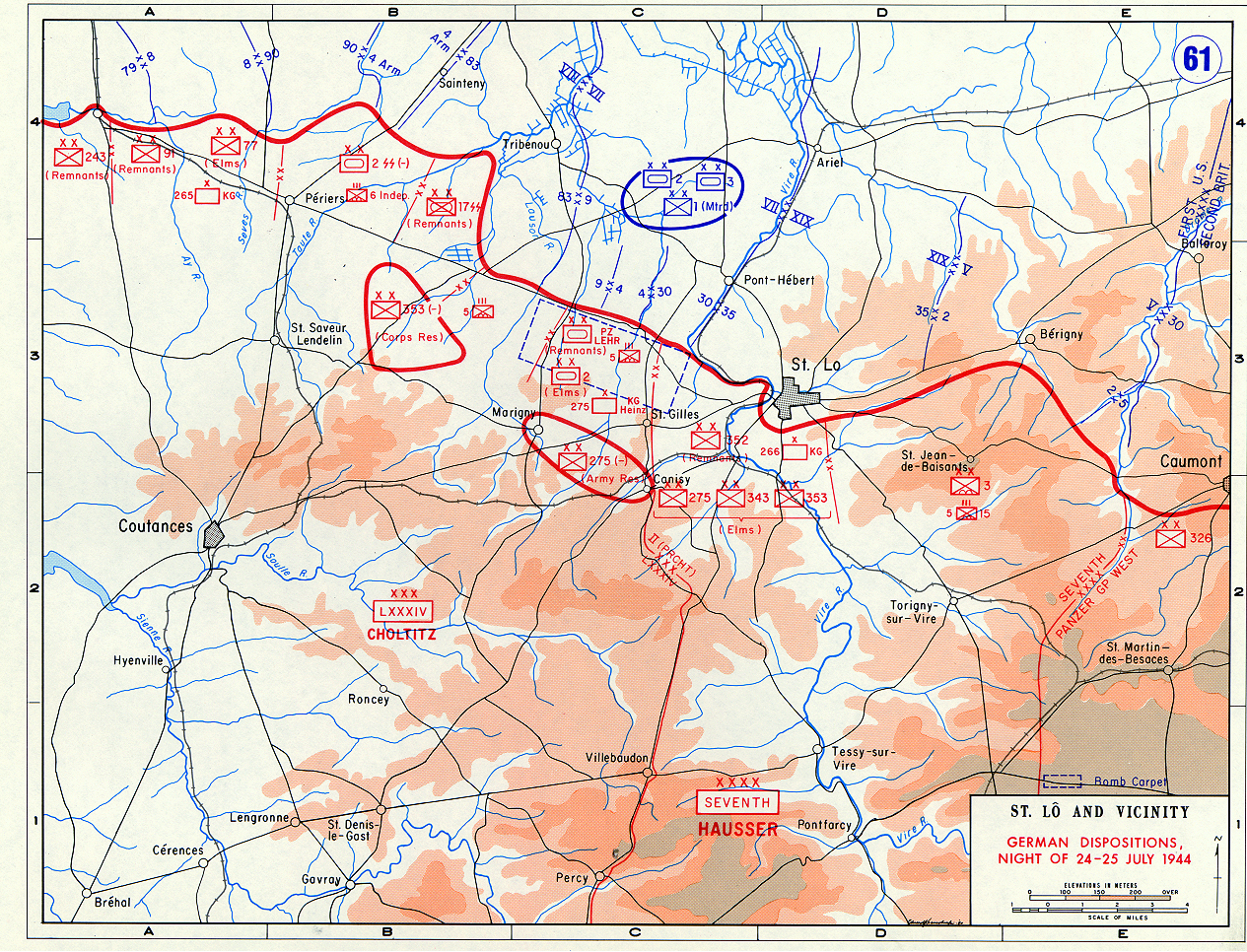
Dispoziţii germane, în noaptea de 24 spre 25 iulie 1944

Pe 12 iulie, Bradkez le aduce la cunoștință subordonaților săi planul Operațiunii Cobra, care consta în trei faze de acțiune. Principalul efort al operațiunii urma să fie dus de către Corpul VII condus de Collins. În prima fază operațiunii, atacul de străpungere, urma să fie efectuat de diviziile de infanterie cu numarul 9 și 30, conduse de generalul-maior Manton Eddy, respectiv generalul-maior Leland Hobbs. În timpul atacului s-ar fi creat o brișă în zona tactică a nemților, după care diviziile de infanterie ar fi ținut flancurile create în urma breșei, în timp ce Divizia I Infanterie condusă de generalul-maior Huebner și Divizia a II-a blindate condusă de generalul-maior Brooks, urma să avanseze în teritoriul inamic până când linia de rezistență a acestora ceda. În faza a doua a operațiunii, un efectiv de aproximativ cinci-șase divizii urma să avanseze prin breșa creată după care să pivoteze spre vest. Dacă aceste doua faze aveau să aibă succes, pozițiile vestice ale germanilor ar fi devenit nesusținute de restul efectivelor nemțești, iar a treia fază ar fi o avansare relativ ușoară înspre capătul de sud-est al Peninsulei Bretagne, urmată de încercuirea și ocuparea acesteia. Informațiile oferite de Armata I estimau că în primele zile de după declanșarea Operațiunii Cobra nu avea loc niciun fel de contraatacuri germane, iar dacă după acele câteva zile s-ar fi materializat astfel de atacuri, acestea nu ar fi constat decât în atacuri efectuate de forțe germane de mărimea unor batalioane.
Operațiunea Cobra avea să fie un atac concentrat pe o linie a frontului, în lungime de 6,400 metri, spre deosebire de ofensivele americane pe lungimi de front vaste. De asemenea operațiunea urma să beneficieze de un considerabil suport aerian. Bombardierele de luptă s-ar fi concentrat asupra pozițiilor defensive germane din centura de 230 m aflată la sud de drumul Saint-Lô-Pariers, în timp ce bombardienele cu sarcină masivă ale generalului Spaatz ar fi bombardat obiectivele aflate la 2300 m în spatele liniei principale de apărare a forțelor germane. S-au anticipat pagubele și șocul creat în urma unui bombardament intens, de scurtă durată ar fi slăbit considerabil forțele inamice, astfel că pe lângă forțele de altilerie divizională, unități din cadrul armatei și a corpurilor de luptă vor oferi suport sub forma a nouă batalioane de altilerie grea, cinci batalioane de altilerie medie și șapte batalioane de altilerie ușoară. Peste o mie de tunuri aparținând altileriei diviziilor și corpurilor de luptă  au participat la ofensivă, iar aproximativ 140.000 de obuze au fost alocate pentru operațiune Corpului VII și încă 27.000 pentru Corpul VIII.
Într-o încercare de a depăși constrângerile asupra mobilității, impuse de terenul împădurit și abundența vegetației care au făcut operațiunile ofensive atât de dificile și costisitoare în privința mai multor aspecte, modificări de tip „Rhino” s-au efectuat asupra unor tancuri M5A1 Stuart și antitancuri M10 dotându-le cu niște „colți” capabili să croiască drum prin vegetația deasă din zona Norman. În timp ce tancurile germane rămâneau restricționate la deplasarea pe drumuri, forțele blindate americane se puteau mișca acum în voie, cu toate că în practică noile dotări ale tancurilor nu erau atât de eficiente  pe cât se credea. Cu toate acestea, spre sfârșitul Operațiunii Cobra 60% din tancurile Armatei I erau echipate cu astfel de dispozitive. Pentru a păstra securitatea operațională, Bradley a interzis utilizarea acestori tancuri până la lansarea Operațiunii Cobra. În total 1269 tancuri medii M4, 694 M5A1 tancuri ușoare și 288 antitancuri M10 erau disponibile.

### Operațiuni de susținere

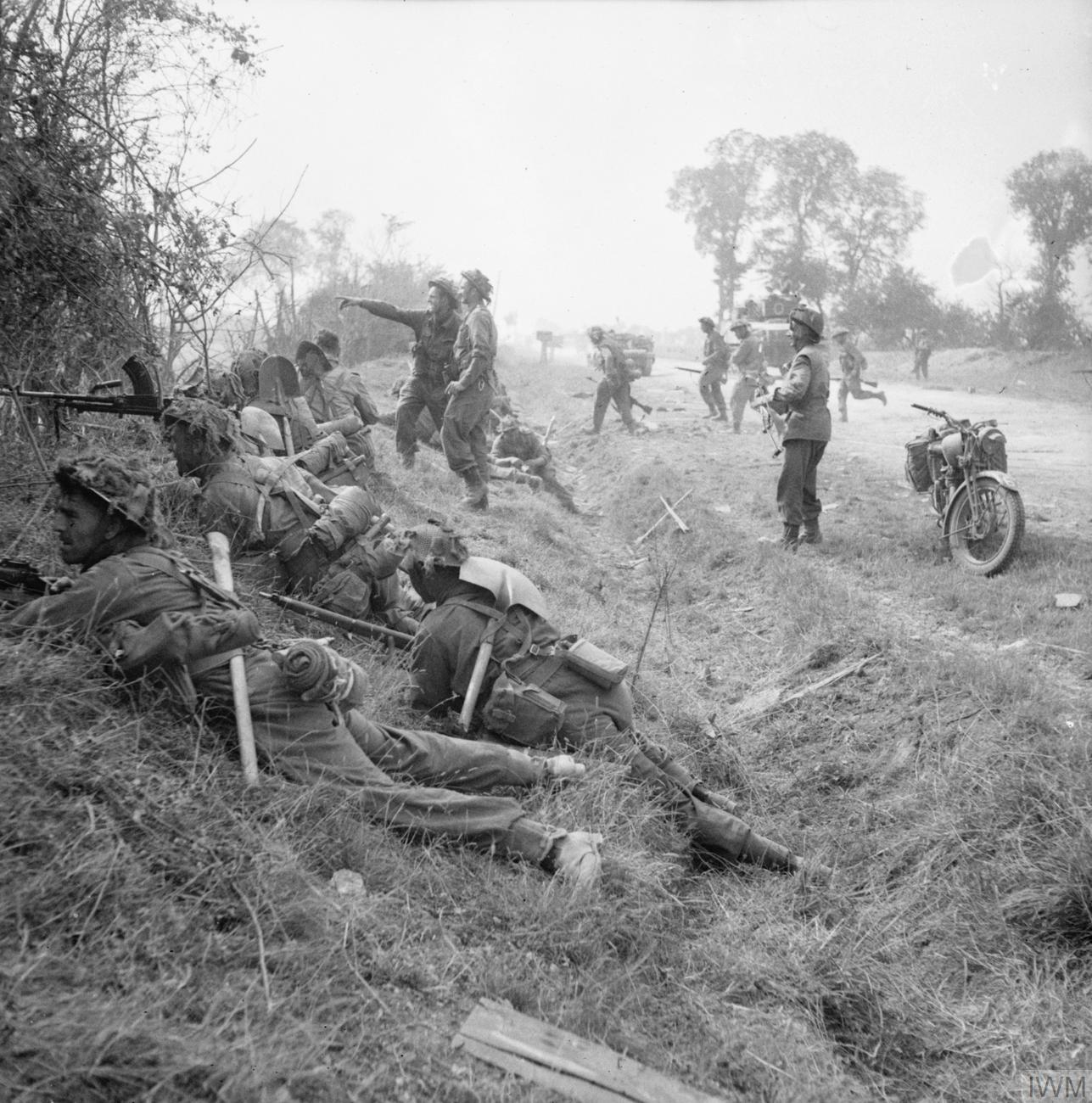
Soldaţii galezi în acţiune în apropiere de Cagny, 19 iulie 1944

Pe data de 18 iulie Corpurile Britanice VIII și I, aflate la est de Caen au lansat „Operațiunea Goodwood”. Ofensiva a început cu cel mai mare bombardament aerian ca suport al trupelor terestre de până atunci, cu mai mult de o mie de aparate de zbor lansând 6000 de tone de explozibil ți bombe de fragmentare de la altitudine mică. Pozițiile germane de la est de Caen au fost bombardate de 400 de piese de altirelie, multe sate fiind reduse la stadiul de mine, dar altirelia germană se află mai la sud, pe Creasta Bourguébus și se află în afara razei de acțiune a altireliei britanice. De asemenea forțele germane de apărare din Cagny și Émiéville au scăpat nevătămate în urma bombardamentelor. Acest fapt a contribuit la pierderea a 4800 de soldați facând parte din Armata a II-a. În mare, o forță blindată consând între 250 și  400 tancuri britanice au fost scoase din uz, dar estimări recente sugerează că doar 140 au fost distruse complet cu număr adițional de 174 avariate. Operațiunea rămîne până în prezent cea mai mare bătălie de tancuri la care Armata Britanică a participat și a rezultat în expansiunea zonei defensive de lângă Orne și capturarea definitivă a orașului Caen.
Simultan, Corpul II Canadian aflat pe flancul de vest al Operațiunii Goodwood, lansează „Operațiunea Atlantic”. Cu intenția de a întării pozițiile aliate de-a lungul albiei Râului Orne și să ocupe Culmea Verréres aflată la sud de Caen, Operațiunea Atlantic a făcut inițial progrese, dar în cele din urmă s-a împotmolit ca urmare a pierderilor omenești susținute.  1349 canadieni au murit în timpul operațiunii, iar Culmea Verréres era puternic fortificată și apărată de către germani, astfel că Operațiunea Atlantic a fost oprită pe data de 20 iulie. Dar la insistențele lui Mongomery, puternic evidențiate în comunicările Comandantului Suprem către Montgomery, general-locotenentul Guy Simonds, comandantul Corpului II al  forțelor canadiene lansează o a doua ofensivă la câteva zile distanță, sub denumirea de cod „Operațiunea Spring” . Aceasta a avut drept scop limitat dar important, rolul de a ține ocupate unitățiile germane care altfel ar fi putut fi transferate în sectorul american. Profitând de oportunități, Simonds încearcă încă o dată să ocupe Culmea Verréres.  Din nou, luptele pentru cucerirea culmii s-au dovedit a fi extrem de sângeroase pentru canadieni, data de 25 iulie marcând ziua cu cele mai multe victime pentru un batalion canadian –Garda Neagră (Regimenetul Royal Vânătorii de Munte) de la Raidul de la Dieppe, din 1942. Replica a două divizii nemțești îi împinge pe canadieni dinclolo de linia inițială a acestora, iar Simonds este nevoit să folosească întăriri pentru a stabiliza linia frontului.  Cu toate acestea, în colaborare cu Operațiunea Goodwood, operațiunile forțelor canadiene i-a determinat pe germani să utilizeze mare parte din efectivele deblindate și forțele adiționale de întărire în sectorul canadiano-britanic. În ciuda pierderilor, Operațiunea Spring a atras Divizia a IX-a SS Panzer de lîngă sectorul american în pragul lansării Operațiunii Cobra.
Doar două Divizii Panzer formate din 190 de tancuri înfruntau acum Armata I a lui Bradley. Șapte Divizii Panzer alcătuite din 750 de tancuri erau poziționate în jurul orașului Caen, la mare distanță de locul unde Operațiunea Cobra va avea loc. Batalioanele formate din tancurile grele de tip „tiger” și cele trei brigăzi Nebelwerfer echipate cu lansatoare și mortiere staționate în Normandia erau de asemenea la o distanță considerabilă față de locul Operațiunii Cobra.

## Ofensiva aliată

### Atacurile preliminare

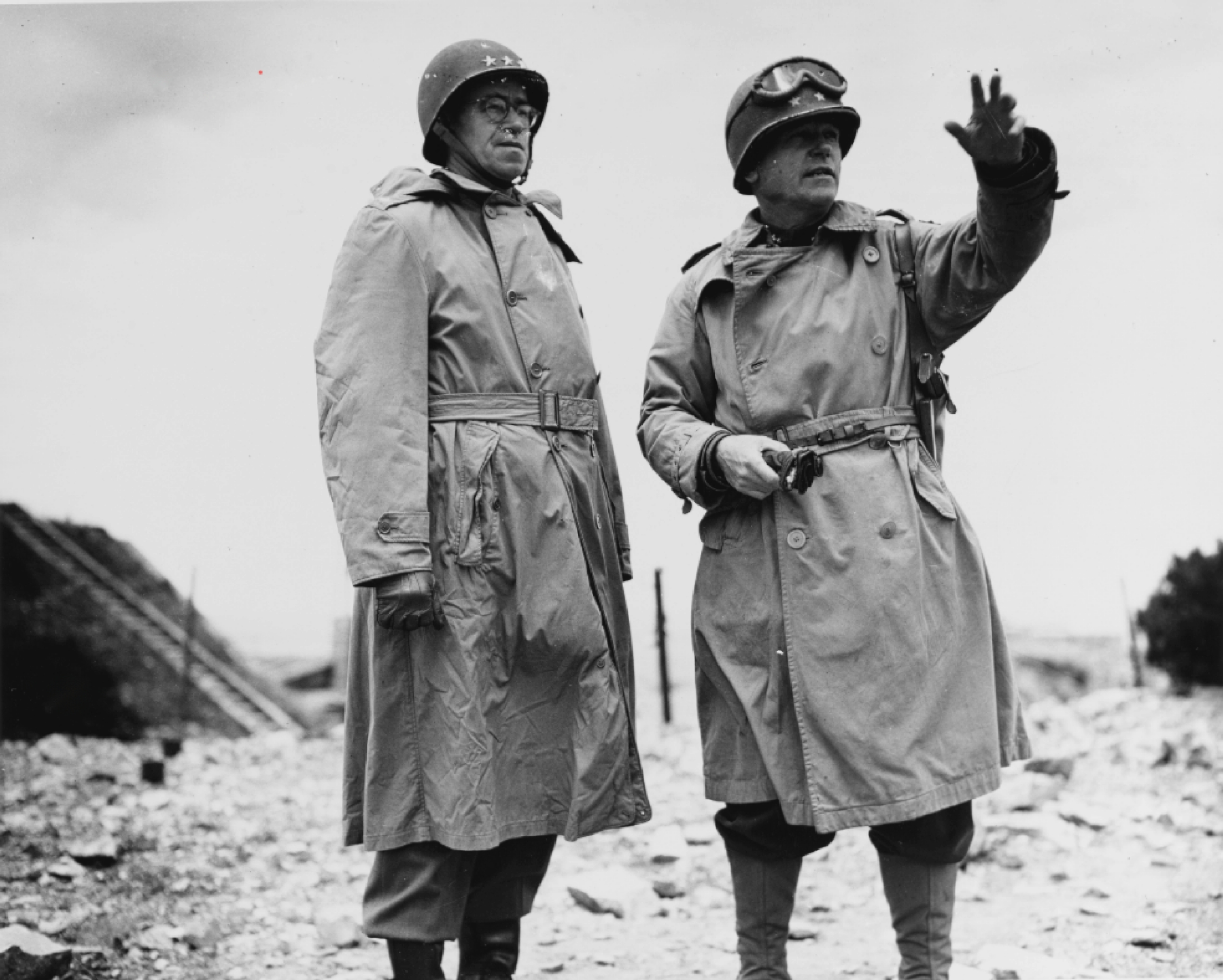
Bradley şi Collins în apropiere de Cherbourg

Pentru a câștiga teren solid pentru Operațiunea Cobra, Bradley și Collins au conceput un plan pentru a împinge ofensiva înainte spre drumul Saint-Lô-Periers, de-a lungul căruia Regimentele VII și VIII asigurau pozițiile de atac, ofensive. La 18 iulie, la un cost de 5.000 de victime, Diviziile de Infanterie Americane a 29-a și a 35-a au reușit să câștige înălțimile vitale ale Saint-Lô, conducând înapoi Corpurile de Parașutiști II ale Generalului Eugen Meindl. Parașutiștii lui Meindl, împreună cu Divizia de Infanterie 352 (care a fost în acțiune din momentul apărării Plăjii Omaha din Ziua-D (D-Day)) erau acum nimicite, și scena pentru ofensiva principală a fost stabilită. Datorită condițiilor meteorologice nefavorabile care, de asemenea, împiedicau Goodwood și Oceanul Atlantic, Bradley a decis să amâne Operațiunea Cobra pentru câteva zile,- o decizie care l-a îngrijorat pe Montgomery, din moment ce operațiunile britanice și canadiene au fost lansate pentru a sprijini o tentativă de dezlănțuire (începere a ofensivei) care nu a reușit să se materializeze. Până la 24 iulie cerul fusese curatat suficient pentru ca ordinul de atac să fie dat și 1.600 de avioane aliate au decolat spre Normandia. Cu toate acestea, vremea închisă din nou pe câmpul de luptă, și în condiții de vizibilitate redusă, mai mult de 25 de americani au fost uciși și 130 răniți în atacul cu bombă - câțiva soldați înfuriați au deschis focul asupra propriilor aeronave, o practica nu tocmai neobișnuită în Normandia când sufereai de un prietenos incendiu.

### Principalul atac și progresul 25 - 27 iulie

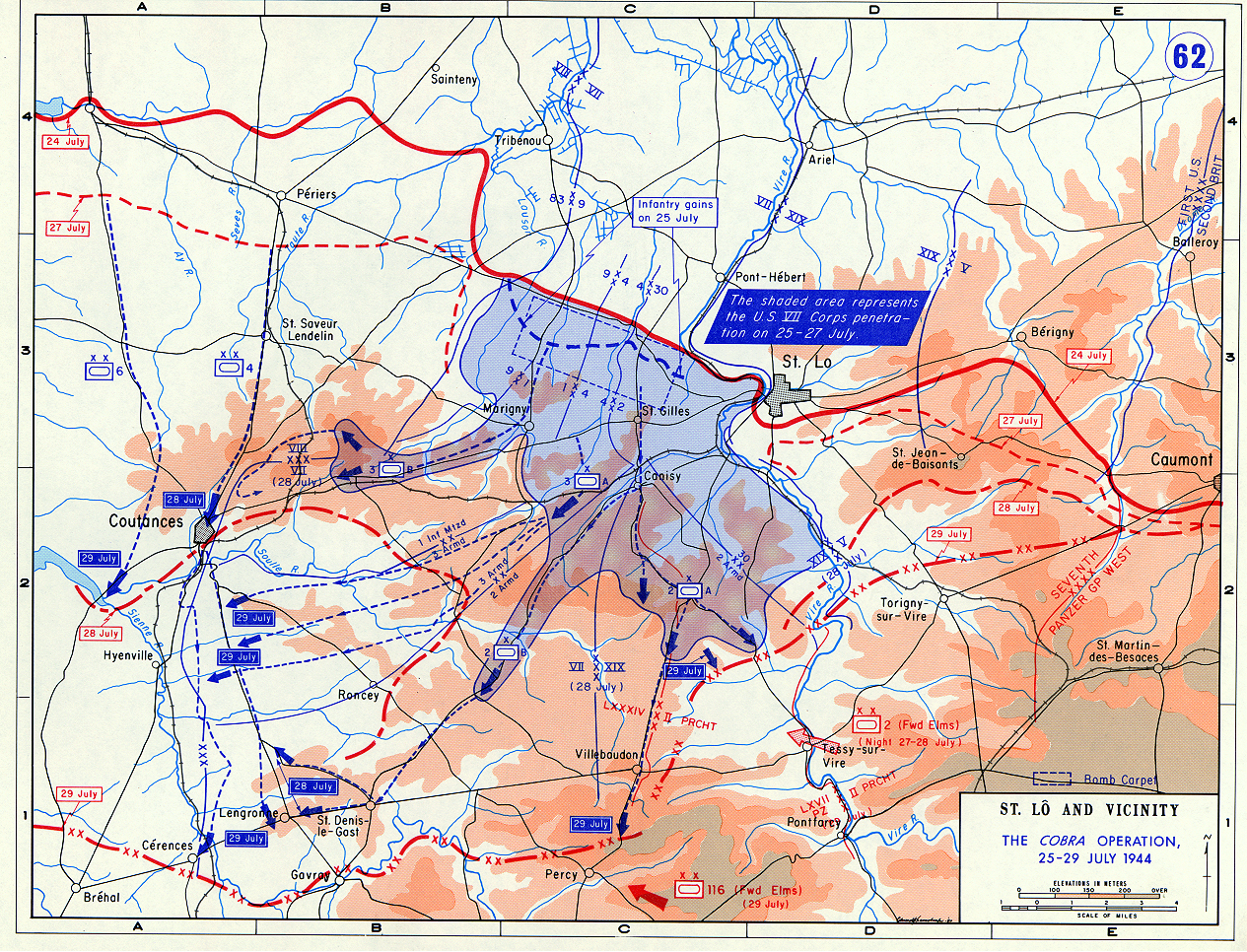
Operaţiune Cobra 25-29 iulie 1944

Cobra a demarat la 25 iulie la ora 09:38, când aproximativ 600 de bombardiere de luptă aliate au atacat punctele de rezistență și artileria inamică de-a lungul unei fâșii largi de teren de 300 de yarzi (270 m) situat în zona St Lô. Pe parcursul următoarei ore, 1.800 de bombardiere grele aparținând celei de-a opta Forțe Aeriane a SUA au saturat o zonă de 6000 de yarzi (5500 m) lățime și 2200 de yarzi (2.000 m) adâncime pe drumul Saint-Lô-Periers, urmat de un al treilea și final val de bombardiere medii. Aproximativ 3.000 de avioane americane au bombardat o secțiune îngustă a frontului, cu Divizia Panzer-Lehr care a preluat greul luptei. Cu toate acestea, încă o dată, nu toate victimele au fost germane; Bradley a solicitat în mod expres ca bombardierele să se apropie de țintă din est, în afara soarelui și paralel cu drumul Saint-Lô-Periers, în scopul de a reduce la minimum riscul de pierderi prietenoase, în schimb cei mai mulți dintre piloți au venit din nord, perpendicular cu linia frontului. Cu toate acestea, Bradley, se pare că a înțeles greșit explicațiile de la comandanții bombardierelor grele, că o apropiere paralelă era imposibilă din cauza constrângerilor de timp și spațiu pe care Bradley le-a stabilit, că o aterizare paralelă nu ar fi asigurat faptul că toate bombele ar cădea în spatele liniilor germane din cauza unor erori de deviere, sau că, indiferent de apropiere, praful si fumul ar fi întunecat punctele țintă. În ciuda eforturilor unităților SUA de a identifica pozițiile lor, bombardarea inexactă de către Eighth Air Force (Forța Aeriană a 8-a) a ucis 111 oameni, inclusiv generalul-locotenent Lesley McNair- cel mai înalt rang al soldatului american care era ucis în acțiune în Teatrul European de Operațiuni- și a rănit 490 de persoane.

 
Până la ora 11:00 infanteria a început să avanseze, înaintând de la crater la crater dincolo de ceea ce a fost linia de avanpost german. Deși nu a fost anticipată o opoziție serioasă, rămășițe ale Diviziei Panzer Lehr a lui Bayerlein -format din aproximativ 2,200 oameni și 45 de vehicule blindate - s-au regrupat și au fost pregătite pentru a întâlni avansarea trupelor americane, și la vest de Panzer Lehr, a cincea Divizie Germană de Parașutiști a scăpat bombardamentelor aproape intactă. Regimentul VII al lui Collins a fost destul de descurajat să întâlnească focul artileriei inamice feroce, care se aștepta ca aceste rămășițe să fi fost reprimate de bombardament. Mai multe unități americane s-au găsit încurcate în lupta împotriva punctelor de rezistență deținute de o mână de tancuri germane, sprijinind infanteria și tunuri de 88 mm - Regimentul VII a câștigat doar 2200 de yarzi (2.000 m) în restul zilei. Cu toate acestea, dacă rezultatele din prima zi au fost dezamăgitoare, Generalul Collins a gasit un motiv de încurajare; deși germanii și-au menținut cu înverșunare pozițiile lor, acestea nu păreau să formeze o linie continuă și au fost susceptibile de a fi păcălite sau ocolite. Chiar și cu avertizarea prealabilă a ofensivei americane, acțiunile britanice și canadiene în jurul Caen i-au convins pe germani că amenințarea reală se afla acolo, și au împiedicat forțele lor disponibile, într-o asemenea măsură, încât o succesiune de poziții defensive riguros pregătite în adâncime, în momentul în care s-au ciocnit în mijlocul Goodwood-ului și Atlanticului, nu au fost create pentru a întâlni Cobra.

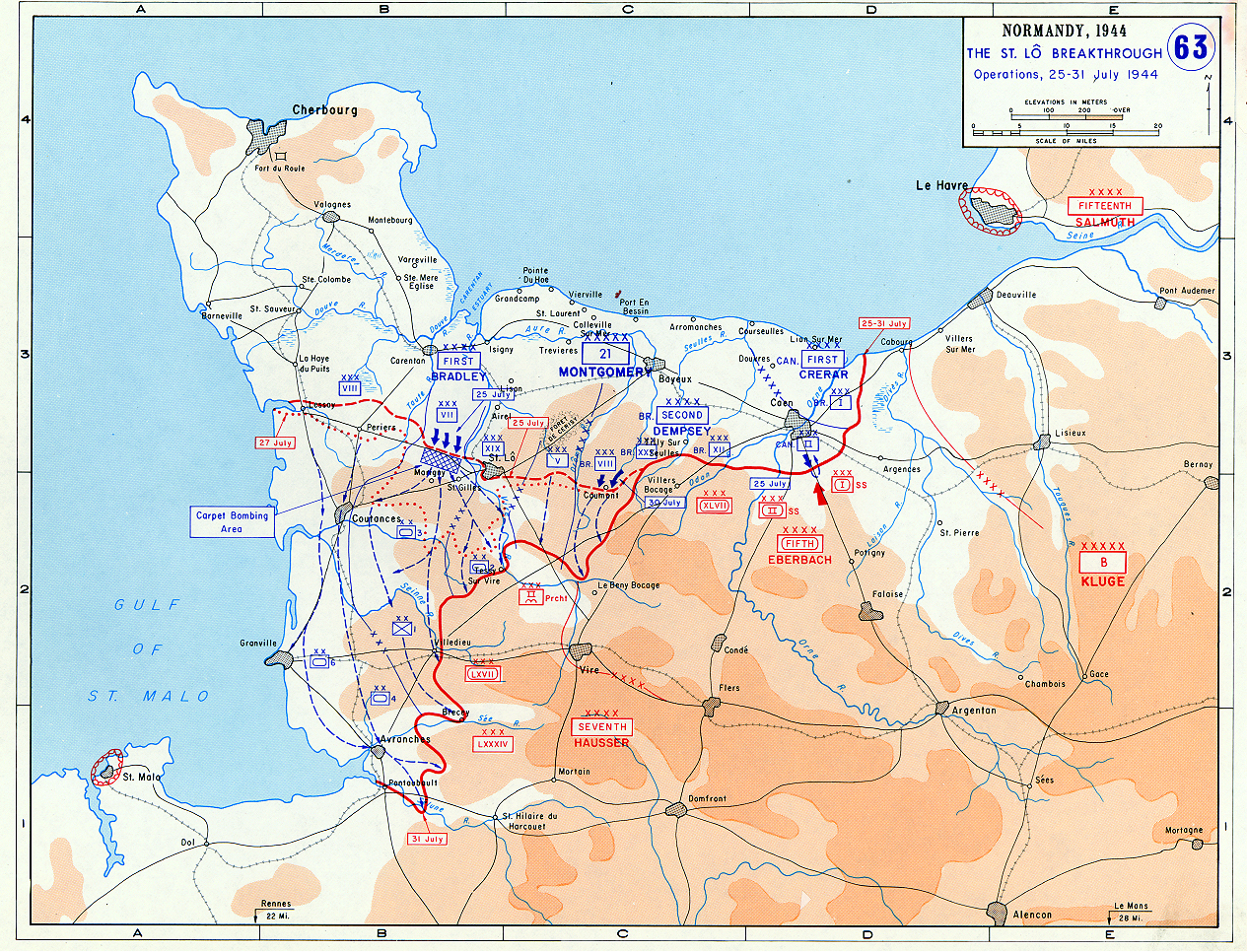
Strǎpungerea St. Lô, 25–31 iulie

În dimineața zilei de 26 iulie, Divizia Blindată a-2-a a SUA și Divizia Întâia de Infanterie veterană au participat la atac așa cum a fost planificat, atingând unul din primele obiective Cobra - un nod rutier la nord de Le Mesnil-Herman - a doua zi. De asemenea, pe 26, Regimentul VIII al generalului-maior Troy H. Middleton a intrat în luptă, condus de Diviziile de Infanterie 8 și 90. În ciuda căilor clare de avans prin inundații și mlaștini în fața lor, ambele divizii au dezamăgit inițial Armata Întâia prin faptul că nu au câștigat teren semnificativ, dar prima lumină în dimineața următoare, a arătat că germanii au fost obligați să se retragă având flancul stâng prăbușit, lăsând doar câmpuri minate imense pentru a întârzia avansul Regimentului VIII. Până la prânz în 27 iulie, Divizia 9 a Regimentului VII a înlăturat, de asemenea, orice rezistență germană organizată și a avansat rapid.

### Declanșarea ofensivei din 28-31 iulie
Până la 28 iulie, apărarea germană de-a lungul frontului american s-a prăbușit în mare parte sub greutatea deplină a avansului Regimentelor VII și VIII, și rezistența a fost dezorganizată și neuniformă. Cea de-a patra Divizie Blindată a Regimentului VIII, intrând în luptă pentru prima dată, a capturat Coutances, dar a întâlnit o opoziție rigidă în partea de est a orașului, și unitățile SUA penetrând în profunzime pozițiile germane, au fost contraatacate în mod diferit de către elementele celei de-a doua Panzer SS (Das Reich), a șaptesprezecea Panzergrenadier SS, și Diviziile de Infanterie 353, toate încercând să scape de prinderea în capcană. Un contraatac disperat a fost montat împotriva Diviziei Blindate a 2-a de către resturile armatei germane, dar acest lucru a fost un dezastru, iar germanii au abandonat vehiculele lor și au fugit pe jos. Un epuizat și demoralizat Bayerlein a raportat că Divizia sa Panzer Lehr a fost „în cele din urmă anihilată”, blindajul său a fost distrus, forțele sale au numărat fie victime fie dispăruți și toate centrele de operațiuni au înregistrat pierderi.

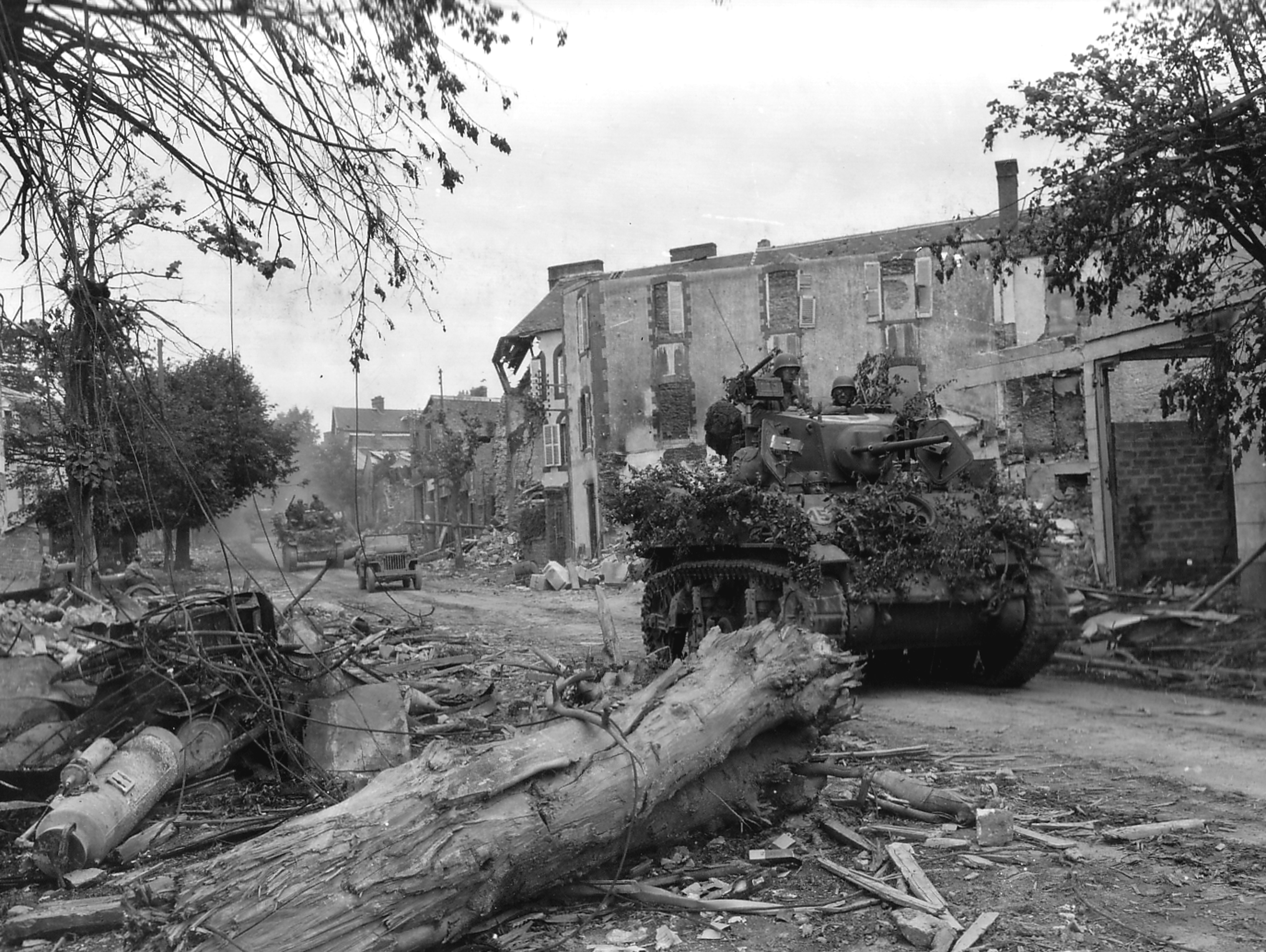
Tancul american Stuart M5A1 al celei de-a patra Divizii Blindate (Corpul VIII) în Coutances

Între timp, mareșalul von Kluge, comandantul tuturor forțelor germane de pe frontul de vest (Oberbefehlshaber West), a mobilizat întăriri și elementele celei de–a doua și a 116-a Divizii Panzer, care se apropiau de câmpul de luptă. Regimentul XIX SUA, condus de generalul-maior Charles H. Corlett, a intrat în luptă la 28 iulie din stânga Corpului VII, și între 28 și 31 iulie a fost implicat, împreună cu aceste întăriri, în ceea ce a fost cea mai feroce luptă din momentul în care a început  Operațiunea Cobra. Atunci când a ordonat concentrarea diviziei sale, colonelul Heinz Günther Guderian, ofițerul personalului de conducere a celei de-a 116 Divizii, a fost frustrat de nivelul ridicat al activității bombardierelor de luptă aliate. Fără să primească sprijin direct de la a 2-a Divizie Panzer, așa cum i se promisese, Guderian a declarat că grenadierii panzer nu ar putea să-i contraatace cu succes pe americani.
În timpul nopții din 29 iulie, lângă Saint-Denis-le-Gast, în acțiuna menționată mai sus la est de Coutances, elemente aparținând celei de-a doua Divizii Blindate a SUA s-au găsit luptând pentru viața lor împotriva unei coloane germane din cea de-a doua Divizie Panzer SS și a șaptesprăzecea Divizie Panzergrenadier SS, care au trecut printre liniile americane în întuneric. Alte elemente ale celei de-a doua Divizii Blindate au fost atacate în apropiere de Cambry și s-au luptat timp de șase ore; Cu toate acestea, Bradley și comandanții săi știau că dominau în acel moment câmpul de luptă și că astfel de atacuri disperate nu reprezentau un real pericol pentru poziția americană. La 30 iulie, pentru a proteja flancul Cobrei și pentru a preveni dezangajarea și relocarea forțelor suplimentare germane, Regimentul Britanic VIII a lansat Operațiunea Bluecoat la sud de Caumont spre Vire și Pinçon Mont. Mai târziu în acea zi, avansând spre sud de-a lungul coastei, Regimentul VIII SUA a ocupat orașul Avranches - descris de istoricul Andrew Williams ca ”poarta de acces în Bretania și Normandia de sud”; și până la 31 iulie Regimentul al XIX-lea a aruncat înapoi ultimele contraatacuri germane după o luptă aprigă, provocând pierderi grele constând din oameni și tancuri. Avansul american a fost, acum de neînduplecat, și Armata I a fost în sfârșit liberă să iasă din zona de campanie.

## Urmările

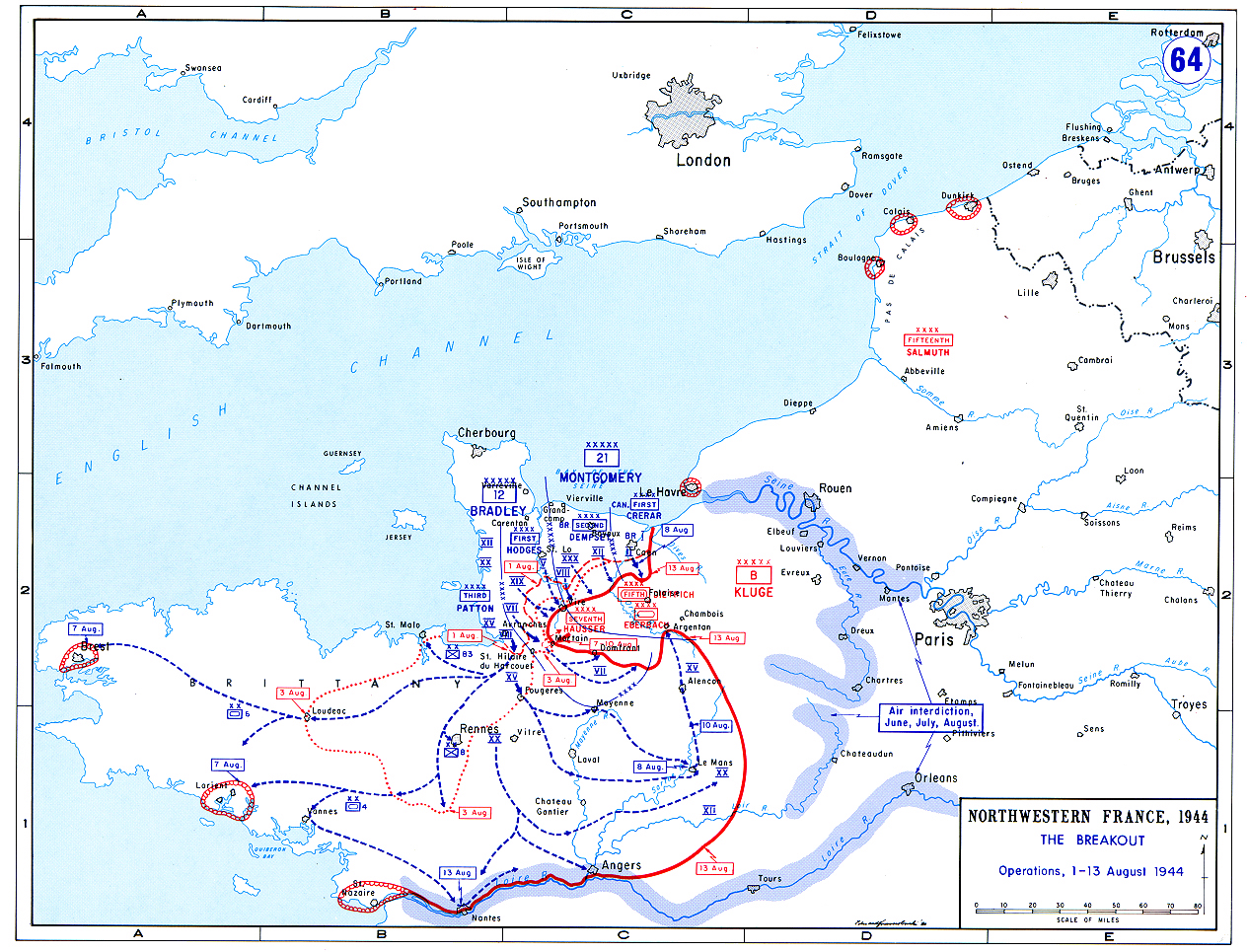
Hartă care arată evadarea de la capul de pod normand

La prânz pe 1 august, Armata a III-a a SUA a  fost activată sub comanda generalului locotenent George S. Patton. Generalul-locotenent Courtney Hodges a preluat comanda Armatei Întâia și Bradley a fost promovat la comanda supremă a ambelor armate, numit Grupul Armatei a 12-a. Patton a scris un poem care conținea cuvintele:
„Așa că haideți să luptăm cu adevărat, prin penetrarea, săparea și rodarea inamicului. Acum că avem mingea, să profităm de această șansă! Să uităm acele baze solide deosebite din spațiile curățate de carapacea jalnică, Să epuizăm toate resursele și să câștigăm!” 
Avansul american urmând planul Cobra a fost rapid. Între 1 august și 4 august, șapte divizii ale  Armatei a III-a a generalului Patton au străbătut drumul prin Avranches și peste podul de la Pontaubault înspre Bretania. Armata germană în Normandia a fost redusă la o stare atât de proastă de către ofensivele aliate, încât, neavând nici o perspectivă de consolidare în urma ofensivei de vară sovietice împotriva Grupului de Armate Centru, foarte puțini germani credeau că ar putea evita acum înfrângerea. În loc să ordone forțelor sale rămase să se retragă spre Sena, Adolf Hitler a trimis o directivă lui von Kluge ordonând „un contraatac imediat între Mortain și Avranche” pentru a „anihila” inamicul și pentru a lua contact cu coasta de vest a peninsulei Cotentin. Opt dintre cele nouă divizii Panzer în Normandia urmau să fie folosite în atac, dar numai patru (una din ele incompletă) puteau fi eliberate de misiunile lor defensive și asamblate la timp. Comandanții germani au protestat imediat că o astfel de operațiune ar fi fost imposibilă dat fiind resursele lor rămase, dar aceste obiecții au fost respinse și contra-ofensiva, cu numele de cod Operațiunea Lüttich, a început la 7 august în jurul Mortain. Divizia a 2-a, prima și a doua Divizie Panzer SS au condus atacul, deși numai cu 75 de tancuri Mk IV și 70 de tancuri Panther și 32 tunuri autopropulsate, între ele. Optimiști în mod iremediabil, amenințarea ofensivă s-a încheiat în termen de 24 de ore, deși luptele au continuat până la 13 august.
Până la 8 august, orașul Le Mans, cartierul oficial al Armatei a-7a Germane, a căzut la americani. Cu cele câteva formațiuni rămase, capabile de luptă, ale lui von Kluge, distruse de Armata Întâia, comandantul forțelor aliate și-a dat seama că întreaga poziție germană în Normandia se prăbușea. Bradley a declarat:
„Aceasta este o oportunitate care vine la un comandant nu mai mult de o dată într-un secol. Suntem pe cale să distrugem o întreagă armată ostilă și să parcurgem tot drumul de aici până la granița germană”.
La data de 14 august, forțele canadiene, unite cu mișcările americane spre nord de Chambois, au lansat Operațiunea Tractable - intenția aliaților a fost aceea de a prinde și de a distruge Armatele Germane Panzer a -7-a și a 5-a de lângă orașul Falaise. Cinci zile mai târziu, două brațe ale încercuirii au fost aproape complete; avansarea Diviziei de Infanterie a 90-a a SUA a luat contactul cu Divizia Întâia Blindată Poloneză, iar primele unități aliate au traversat Sena la Mantes Gassicourt, în timp ce unitățile germane s-au refugiat spre est, cu orice mijloce pe care le puteau găsi. Până pe 22 august, Pocket Falaise, pe care germanii se luptau cu disperare pentru să-l mențină deschis pentru a permite forțelor lor prinse în capcană, să scape, a fost în cele din urmă închis, încheind efectiv Bătălia din Normandia cu o victorie decisivă. Toate forțele germane de la vest de liniile aliate,  erau acum moarte sau în captivitate și, deși, aproape 100.000 de soldați germani au reușit să fugă, au lăsat în urmă 40,000-50,000 de prizonieri și peste 10.000 de morți. Un total de 344 de tancuri și tunuri autopropulsate, 2447 vehicule blindate și 252 de piese de artilerie au fost descoperite abandonate sau distruse în sectorul de nord al Pocket. Aliații au reușit să avanseze în mod liber prin teritoriul lipsit de apărare și până la 25 august, toate cele patru armate aliate (prima canadiană, a doua britanică, prima și a treia americană), implicate în campania din Normandia, erau pe râul Sena.